# Łokomotyw Dniepropetrowsk
Łokomotyw Dniepr (ukr. Футбольний клуб «Локомотив» Дніпропетровськ, Futbolnyj Kłub "Łokomotyw" Dnipropetrowśk)  – ukraiński klub piłkarski z siedzibą w Dniepropietrowsku.

## Historia
Chronologia nazw:
- 1920: Żełdor Jekaterynosław (ukr. «Желдор» Єкатеринослав, (ros. «Желдор» Екатеринослав)
- 20.07.1926: Żełdor Dniepropetrowsk (ukr. «Желдор» Дніпропетровськ, ros. «Желдор» Днепропетровск)
- 1936: Łokomotyw Dniepropetrowsk (ukr. «Локомотив» Дніпропетровськ, ros. «Локомотив» Днепропетровск)
- 1938: Łokomotyw Piwdnia Dniepropetrowsk (ukr. «Локомотив півдня» Дніпропетровськ, ros.«Локомотив Юга» Днепропетровск)
- 1939: Łokomotyw Dniepropetrowsk (ukr. «Локомотив» Дніпропетровськ, ros. «Локомотив» Днепропетровск)
- 1996: Enerhija-Łokomotyw Dniepropetrowsk (ukr. «Енергія-Локомотив» Дніпропетровськ)
- 1997: Łokomotyw Dniepropetrowsk (ukr. «Локомотив» Дніпропетровськ)
- 2007: Łokomotyw-Weteran Dniepropetrowsk (ukr. «Локомотив-Ветеран» Дніпропетровськ)
- 03.06.2016: Łokomotyw Dniepr (ukr. «Локомотив» Дніпро)

Piłkarska drużyna Łokomotyw Dniepropetrowsk została założona w Jekaterynosławiu w 1920 roku. W 1936 zespół startował w rozgrywkach Pucharu ZSRR. W 1937 debiutował również w Klasie D Mistrzostw ZSRR. Potem występował w rozgrywkach mistrzostw i Pucharu obwodu dniepropetrowskiego. Dopiero w sezonie 1967/1968 ponownie startował w rozgrywkach Pucharu ZSRR. W 1968 i 1969 występował w Klasie B, 2 strefie ukraińskiej. W ostatnim sezonie zajął 10 miejsce, ale w wyniku reorganizacji systemu lig ZSRR został pozbawiony miejsca w rozgrywkach na szczeblu profesjonalnym. Potem kontynuował występy w rozgrywkach Mistrzostw i Pucharu obwodu. W latach 90. XX wieku i na początku XXI wieku klub uczestniczył w juniorskich mistrzostwach Ukrainy (DJuFL). Ostatni raz występował w 1997 roku.

## Sukcesy
- Klasa B, 2 strefa ukraińska:

10 miejsce: 1969
- Puchar ZSRR:

1/16 finału: 1937

## Stadion
Piłkarze swoje mecze domowe grają w Dnieprze na stadionie Łokomotyw, który powstał w 1966 roku i kilka razy był modernizowany.